# Tachina vittata
Tachina vittata là một loài ruồi trong họ Tachinidae.